# René Rivera
René Rivera (Bayamón, 31 luglio 1983) è un giocatore di baseball portoricano, ricevitore per i Cleveland Indians della Major League Baseball.

## Minor League (MiLB)
Rivera viene selezionato dai Seattle Mariners al secondo giro del draft 2001, come 49ª scelta assoluta, e nello stesso anno debutta in Minor League. Nel 2004 viene promosso per la prima volta in triplo A, nei Tacoma Rainiers della Pacific Coast League, e a fine stagione debutta anche in Major League con i Mariners. Nonostante una lunga carriera in MLB, fino al 2016 torna a più riprese nelle leghe minori, dove gioca in modo quasi esclusivo per altre cinque stagioni (2007-2010, 2012). In 15 anni di Minor League colleziona 895 partite, disputate perlopiù con squadre di triplo e doppio A, facendo registrare .256 di media battuta (74 fuoricampo) e .991 di percentuale difensiva (197 rubate evitate).

## Major League (MLB)

### Seattle Mariners (2004-2006)
Rivera viene convocato in prima squadra e debutta nella MLB il 22 settembre 2004, all'Angels Stadium di Anaheim, contro gli Anaheim Angels. Nella prima stagione in MLB disputa solo un altro spezzone di partita, mentre le sue presenze salgono a 16 nel 2005, anno in cui mette a segno le prime battute valide e il primo fuoricampo. Nel 2006 si guadagna il ruolo di ricevitore di riserva, dietro a Kenji Johjima, e disputa altre 35 partite. Vista la giovane età e le mediocri prestazioni offensive (.152 di media battuta), nella stagione seguente viene rimandato in Minor League.

### Minnesota Twins (2011)
Dopo un lungo periodo nelle Minors, con squadre affiliate a Mariners, Dodgers, Mets e Yankees, e dopo un’esperienza nelle leghe indipendenti con i Camden Riversharks, all'inizio del 2011 firma con i Minnesota Twins e il 6 maggio torna in Major League. Per tutto l'anno fa la spola tra la franchigia di Minneapolis e i Rochester Red Wings, team satellite di triplo A. Chiude la stagione del ritorno nelle Majors con .144 di media battuta, 1 fuoricampo, 5 punti battuti a casa e 9 punti segnati in 45 partite.

### San Diego Padres (2013-2014)
Dopo un altro anno nelle Minors, a fine 2012 firma con i San Diego Padres. Il debutto in prima squadra avviene il 7 luglio 2013, a quasi due anni dall'ultima partita in MLB. Le buone prestazioni (.254 di media battuta e 7 punti battuti a casa in 23 partite) gli valgono la riconferma per il 2014, stagione in cui colleziona 103 presenze con .252 di media battuta, 11 fuoricampo, 44 punti battuti a casa e 27 punti segnati. Il 19 dicembre 2014, insieme al lanciatore destro Burch Smith e al prima base Jake Bauers, viene però ceduto ai Tampa Bay Rays, in uno scambio che porta a San Diego l'esterno centro Wil Myers, il ricevitore Ryan Hanigan e i lanciatori Gerardo Reyes e Jose Castillo.

### Tampa Bay Rays (2015)

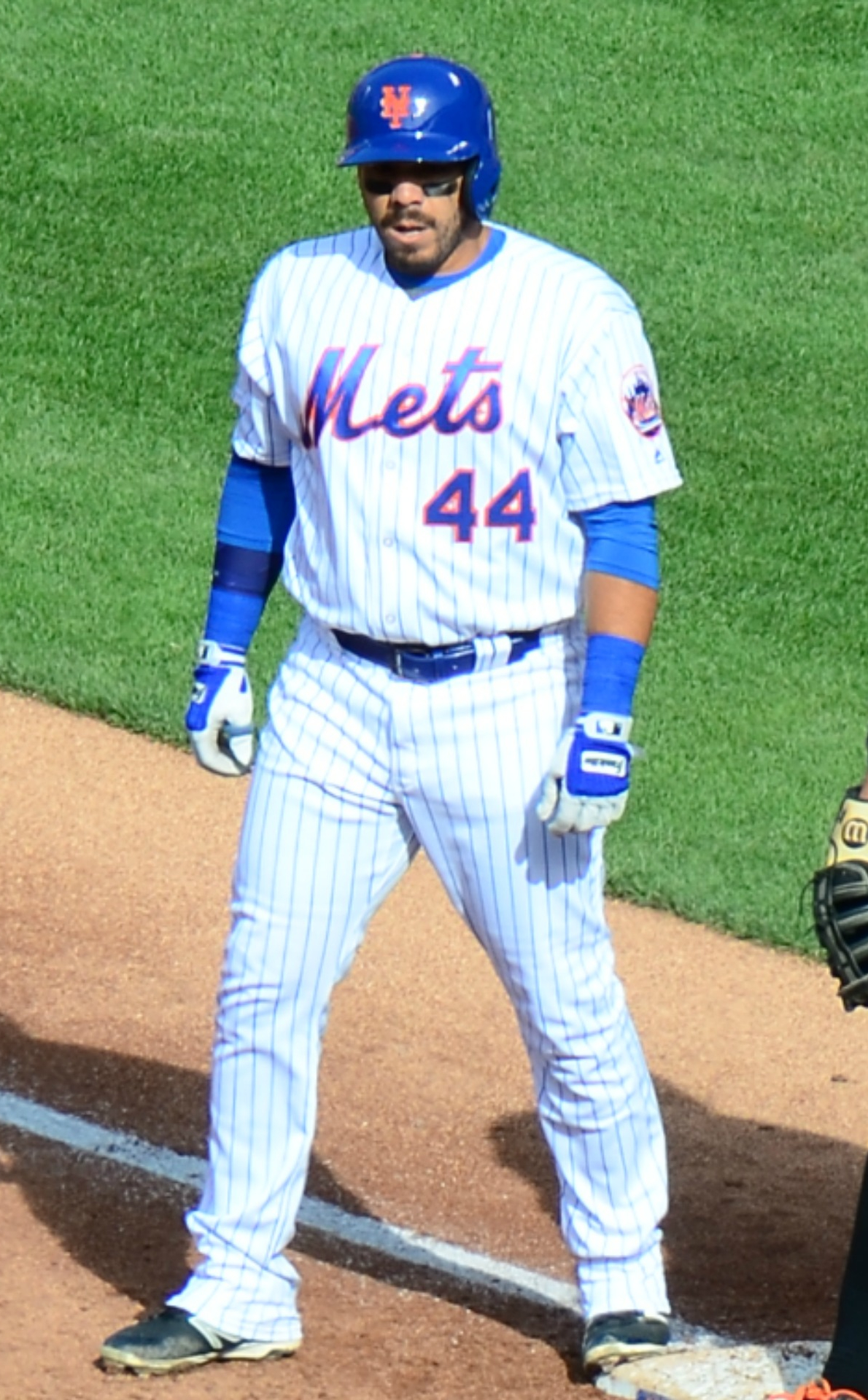
Rivera in campo con i Mets

Il 16 gennaio 2015 firma un contratto annuale da 1,2 milioni di dollari con i Rays. In Florida fa segnare il suo record di presenze stagionali (110), con .178 di media battuta, 5 fuoricampo, 26 punti battuti a casa e 16 punti segnati. Il 15 gennaio 2016 firma un annuale da 1,7 milioni, ma il 30 marzo torna free agent.

### New York Mets (2016-2017)
Ad aprile 2016 viene messo sotto contratto dai New York Mets, come alternativa a Travis d’Arnaud. Disputa 65 partite, nelle quali si mette in luce soprattutto in fase difensiva. A fronte di una media battuta piuttosto modesta (.222), fa registrare comunque 6 fuoricampo, 26 punti battuti a casa e 12 punti segnati, e partecipa attivamente alla rimonta dei Mets in campionato. Il 5 ottobre, a 33 anni, debutta nei play-off, giocando da titolare lo spareggio per la wild card perso contro i San Francisco Giants al Citi Field. Trascorre a New York anche la prima parte della stagione 2017, giocando altre 54 partite con i Mets. Con la squadra in caduta libera, e ormai tagliata fuori dalla corsa ai play-off, viene messo sul mercato insieme agli altri veterani della squadra. 

### Chicago Cubs (2017)
Il 19 agosto 2017 passa ai Chicago Cubs, in sostituzione dell’infortunato Willson Contreras.

### Los Angeles Angels e Atlanta Braves (2018)
Free agent dal 2 novembre 2017; il 9 gennaio 2018 Rivera firmò con i Los Angeles Angels.Il 15 agosto venne inserito nella lista degli infortunati per 60 giorni. Il 29 agosto venne prelevato tra i waivers dagli Atlanta Braves e al termine della stagione divenne free agent.

### San Francisco Giants e New York Mets (2019-2020)
Il 12 febbraio 2019, Rivera ha firmato un contratto di minor league con i San Francisco Giants. Il 23 marzo è stato rilasciato dalla squadra e due giorni dopo, ha firmato con i New York Mets. Il 21 gennaio 2020, rinnovò con i Mets, ma apparve durante la stagione in sole due partite, chiudendo la stagione in anticipo per un infortunio al gomito sinistro che richiese un'operazione chirurgica.

### Cleveland Indians (2021-)
Il 14 aprile 2021, Rivera firmò un contratto di minor league con i Cleveland Indians.

## Nazionale
Ha disputato il World Baseball Classic 2017 con la Nazionale di baseball di Porto Rico, sconfitta in finale dagli Stati Uniti.

## Palmarès

### Nazionale
- World Baseball Classic:  Medaglia d'Argento

Team Porto Rico: 2017